# Список дипломатических миссий Ямайки

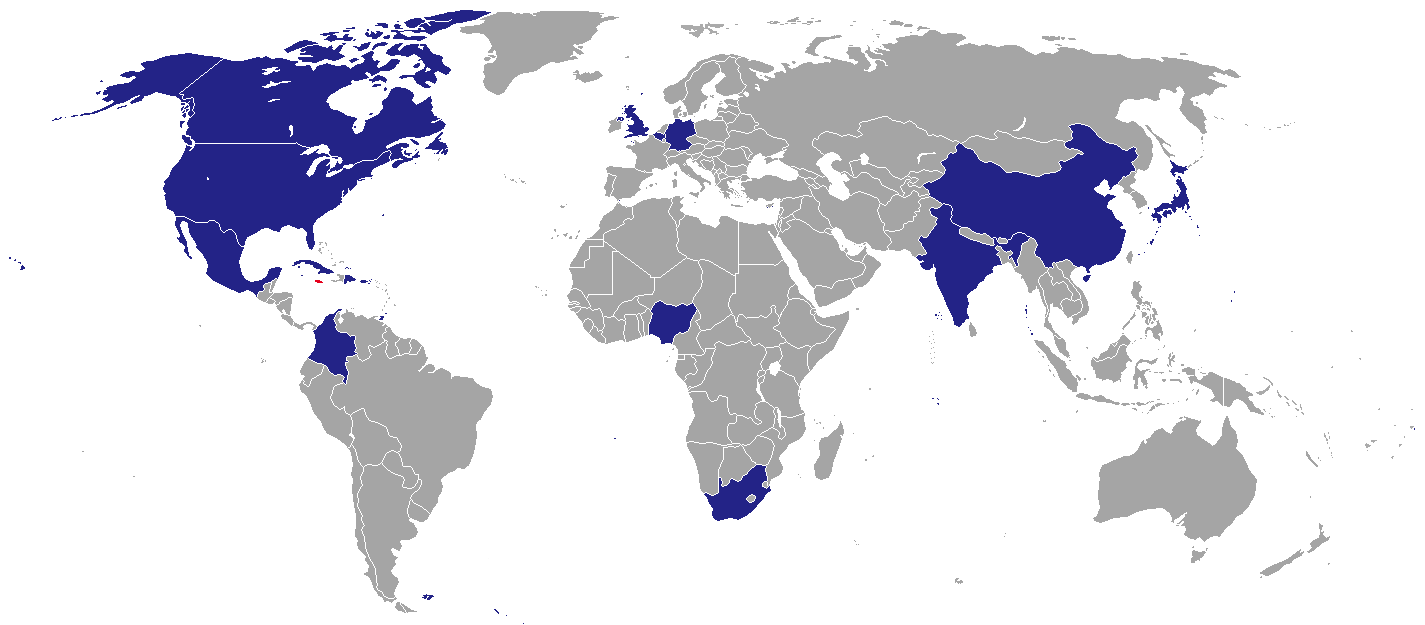

Список дипломатических миссий Ямайки — за пределами прилегающих непосредственно к региону Карибского моря государств Ямайка имеет крайне ограниченное количество дипломатических представительств. В странах-членах Британского содружества, в число которых входит и Ямайка, эту страну представляет высокий комиссар в ранге посла.

## Европа
- Бельгия, Брюссель (посольство)
- Германия, Берлин (посольство)
- Великобритания, Лондон (высокий комиссариат)

## Северная Америка
- Белиз, Белиз (генеральное консульство)
- Канада, Оттава (высокий комиссариат)
  - Торонто (генеральное консульство)
- Куба, Гавана (посольство)
- Доминиканская республика, Санто-Доминго (посольство)
- Мексика, Мехико (посольство)
- Панама, Панама (посольство)
- Тринидад и Тобаго, Порт-оф-Спейн (высокий комиссариат)
- США, Вашингтон (посольство)
  - Майами (генеральное консульство)
  - Нью-Йорк (генеральное консульство)

## Южная Америка
- Колумбия, Богота (посольство)
- Венесуэла, Каракас (посольство)

## Африка
- Нигерия, Абуджа (высокий комиссариат)
- ЮАР, Претория (высокий комиссариат)

## Азия
- Китай, Пекин (посольство)
- Япония, Токио (посольство)

## Международные организации
- Брюссель (миссия при ЕС)
- Женева (постоянная миссия при ООН)
- Нью-Йорк (постоянная миссия при ООН)
- Вашингтон (постоянная миссия при ОАГ)